# Ea Ning
Ea Ning là một xã của tỉnh Đắk Lắk. Thành lập vào năm 2007 theo Nghị định số 137/2007/NĐ-CP ngày 27 tháng 8 năm 2007 của Chính phủ Việt Nam về việc điều chỉnh địa giới hành chính,ngày 12 tháng 6 năm 2025, hợp nhất xã Ea Hu và xã Cư Êwi tạo thành xã Ea Ning

## Kinh tế - Văn hóa
Ea Ning Là một xã thuần nông, địa hình khá phức tạp, diện tích núi đồi chiếm chủ yếu. Kinh tế có các cây công nghiệp cây điều, cà phê, hồ tiêu, cây mía. Nông nghiệp cây lúa nước chiếm phần lớn diện tích, cây sắn (cây mì), các loại họ ngô đậu được trồng xen kẽ.
Xã có 10 thành phần đồng bào dân tộc, Tày, Nùng, Dao, Thái..Trong đó có một buôn là đồng bào dân tộc tại chỗ. Có 2 doanh nghiệp đóng chân trên địa bàn, chủ yếu trồng và sản xuất cà phê. 1 Nhà máy chế biến hạt điều. 